# دانه‌کار

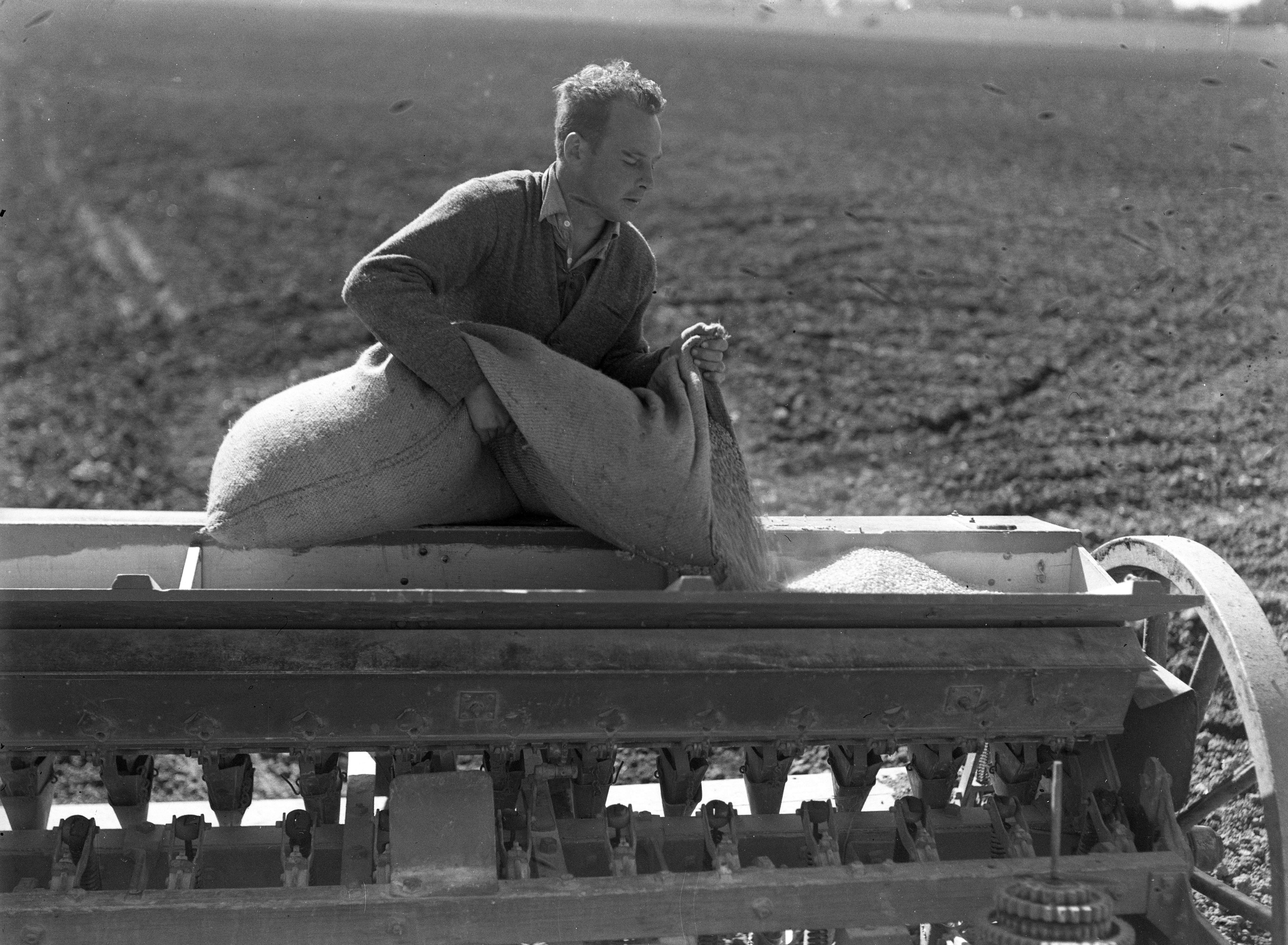
پر کردن جعبه خوراک یک دانه‌کار، مزرعه کالج کشاورزی کانتربری، ۱۹۴۸

دانه‌کار یا بذرکار (به انگلیسی: Seed drill) وسیله‌ای است که در کشاورزی مورد استفاده قرار می‌گیرد که بذرها را با قرار دادن آنها در خاک و دفن آنها در عمق مشخص در حالی که توسط تراکتور کشیده می‌شود، برای محصولات می‌کارد. این کار تضمین می‌کند که دانه‌ها به‌طور مساوی پراکنده می‌شوند.
دانه‌کارها، دانه‌ها را با سرعت و عمق مناسب کاشت می‌کند و از پوشیده شدن بذرها توسط خاک اطمینان حاصل می‌کند. این امر آنها را از خورده شدن توسط پرندگان و جانوران یا خشک شدن آنها به دلیل قرار گرفتن در معرض خورشید نجات می‌دهد. با ماشین‌های دانه‌کار، دانه‌ها در ردیف‌ها توزیع می‌شوند. این به گیاهان اجازه می‌دهد تا نور خورشید و مواد مغذی کافی را از خاک دریافت کنند.
پیش از معرفی مته بذر، بیشتر بذرها با پخش دستی کاشته می‌شدند، فرآیندی غیردقیق و بیهوده با توزیع ضعیف بذر و بهره‌وری پایین. استفاده از دانه‌کار می‌تواند نسبت عملکرد محصول (بذرهای برداشت‌شده به ازای هر دانه کاشته‌شده) را تا ۸ برابر بهبود بخشد. استفاده از دانه‌کار باعث صرفه‌جویی در زمان و کار می‌شود.
به برخی از ماشین‌های اندازه‌گیری بذر برای کاشت، کارنده می‌گویند. این مفاهیم از رویه چینی باستان تکامل یافتند و بعداً به مکانیسم‌هایی تبدیل شدند که دانه‌ها را از سطل جمع می‌کنند و در یک لوله قرار می‌دهند.
دانه‌کارهای سده‌های پیشین شامل دانه‌کار تک‌لوله‌ای در سومر و دانه‌کار چندلوله‌ای در چین، و سپس دانه‌کار در سال ۱۷۰۱ توسط Jethro Tull بود که در رشد فناوری کشاورزی در سده‌های کنونی تأثیرگذار بود. حتی برای یک سده پس از تول، کاشت دستی غلات رایج بود.

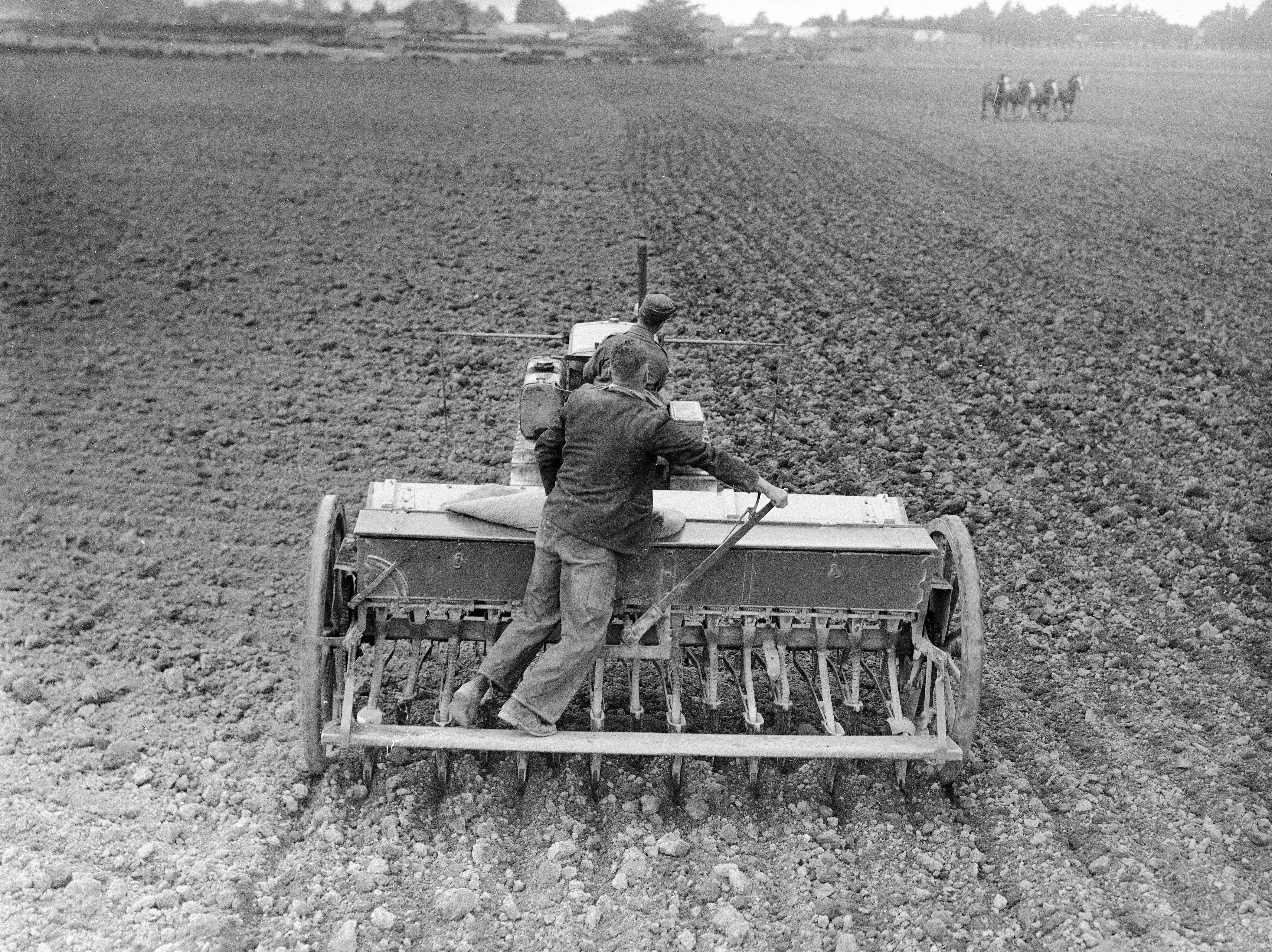
شیار مزرعه